# Bosbranden in Israël 2010
De bosbranden van 2010 op het Israëlische gebergte de Karmel zijn de meest omvangrijke en dodelijke in de geschiedenis van Israël. De bosbranden braken uit op 2 december 2010 rond 11.00 uur op de berg Karmel uit en bedreigden Haifa, een havenstad in het noorden van Israël en na Tel Aviv en Jeruzalem de op twee na grootste stad van het land. 44 mensen kwamen om het leven, hoofdzakelijk gevangenispersoneel onderweg voor de evacuatie van een door het vuur bedreigde gevangenis. 30.000 mensen werden geëvacueerd. Meer dan 5 miljoen bomen werden door de brand verwoest en in totaal 50 km² aan oppervlakte. De brand kon zo verwoestend om zich heen grijpen vanwege de buitengewoon hoge temperaturen van rond de dertig graden of meer waarmee het land al het gehele najaar kampte.
De Israëlische regering vroeg bij monde van Eerste minister Netanyahu en minister van Buitenlandse Zaken Avigdor Lieberman om hulp van andere landen om de brand te bestrijden. Er zou met name een ernstig tekort aan blusvliegtuigen zijn. Israël heeft zelf geen blusvliegtuigen. De eerste assistentie kwam uit Griekenland, Turkije, Cyprus en Bulgarije. Voor het bestrijden van het vuur werd onder meer het Israëlische leger ingezet. Ook brandweer uit de Palestijnse bezette gebieden (Westelijke Jordaanoever) kwam te hulp. Nederland zond op 4 december vier blushelikopters die echter niet hoefden te worden ingezet omdat de brand op 5 december onder controle was.
Uiteindelijk werden 22 blusvliegtuigen uit diverse landen ingezet om de branden te bedwingen.
Op 7 december 2010 verklaarde een 14-jarige jongen uit Haifa dat hij de brand (onopzettelijk) had veroorzaakt door het weggooien van stukjes brandende kool van een waterpijp.

## Zie ook

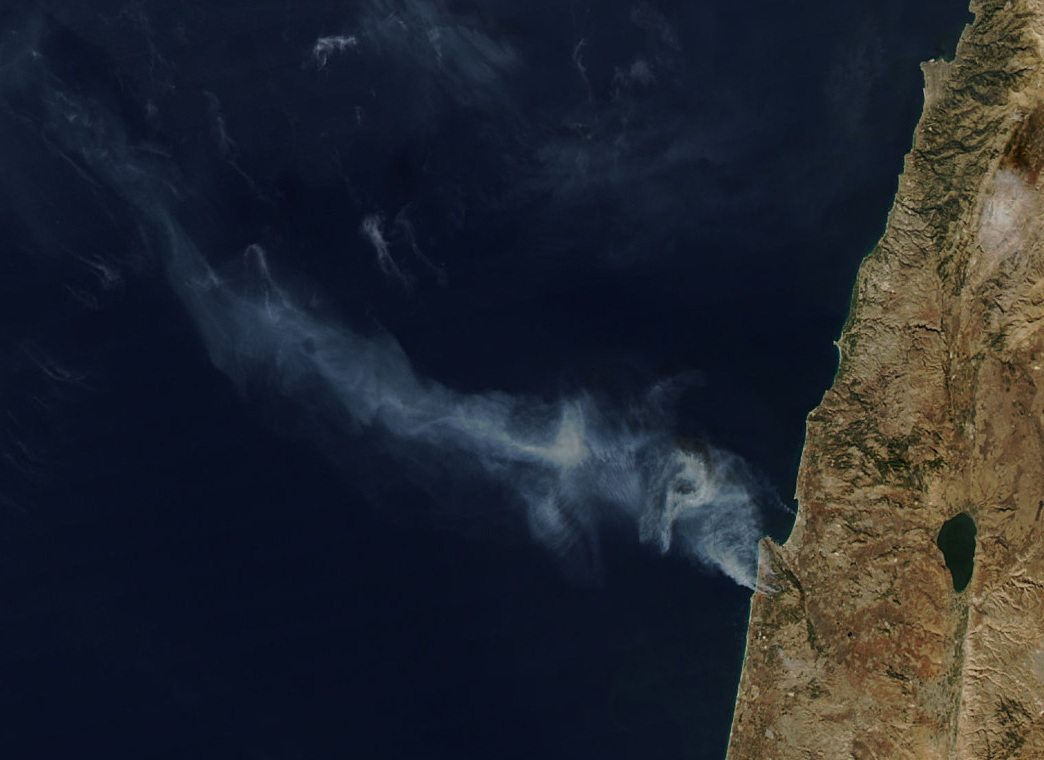
De rookpluim op een satellietfoto van 3 december
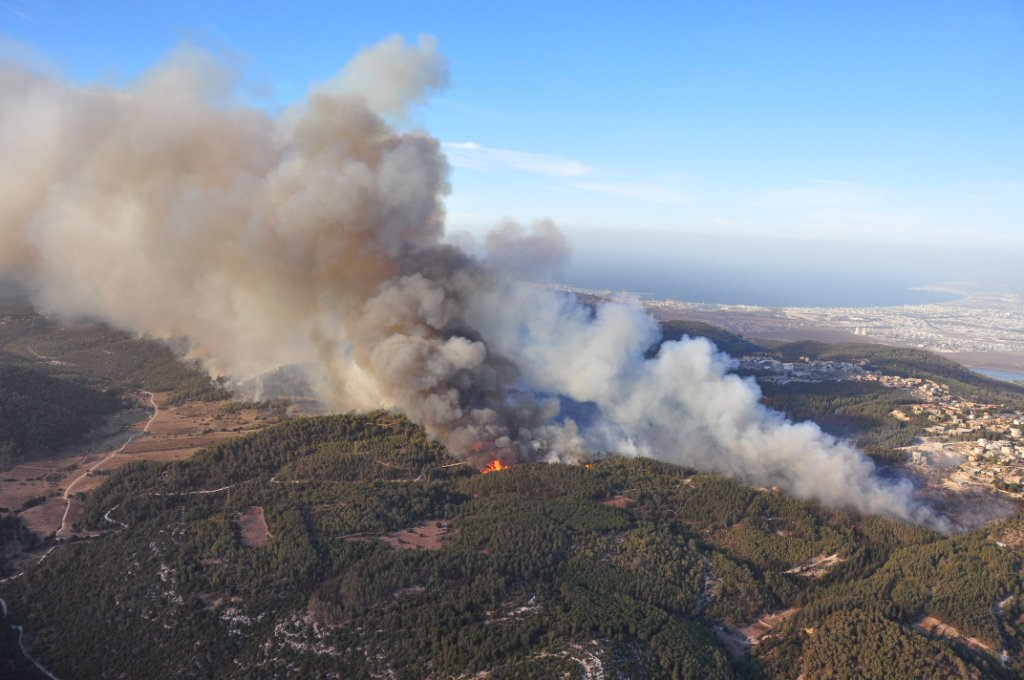
De bosbrand op de Karmel van bovenaf-opzij gezien
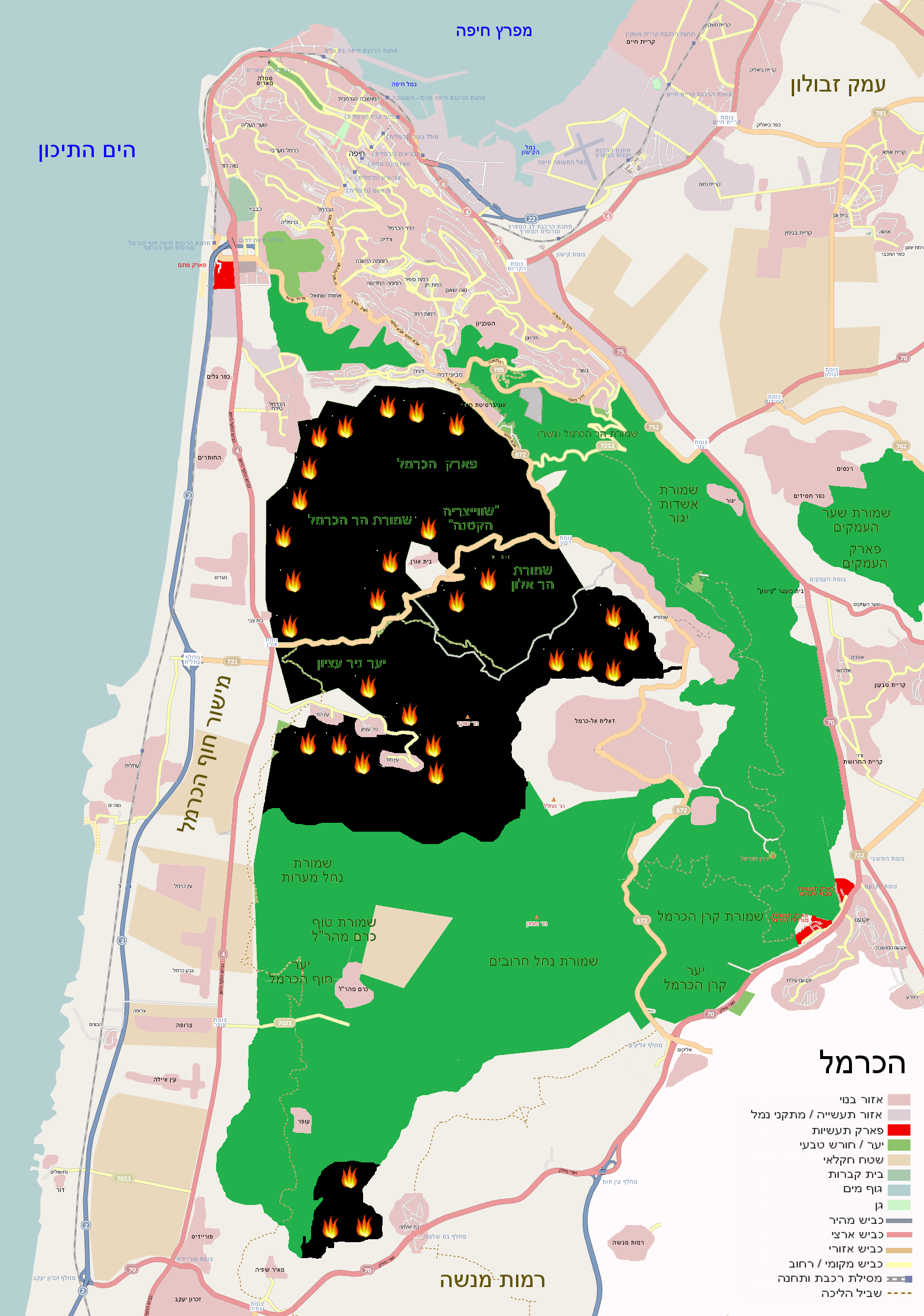
Overzicht van de brandhaarden op 5 december
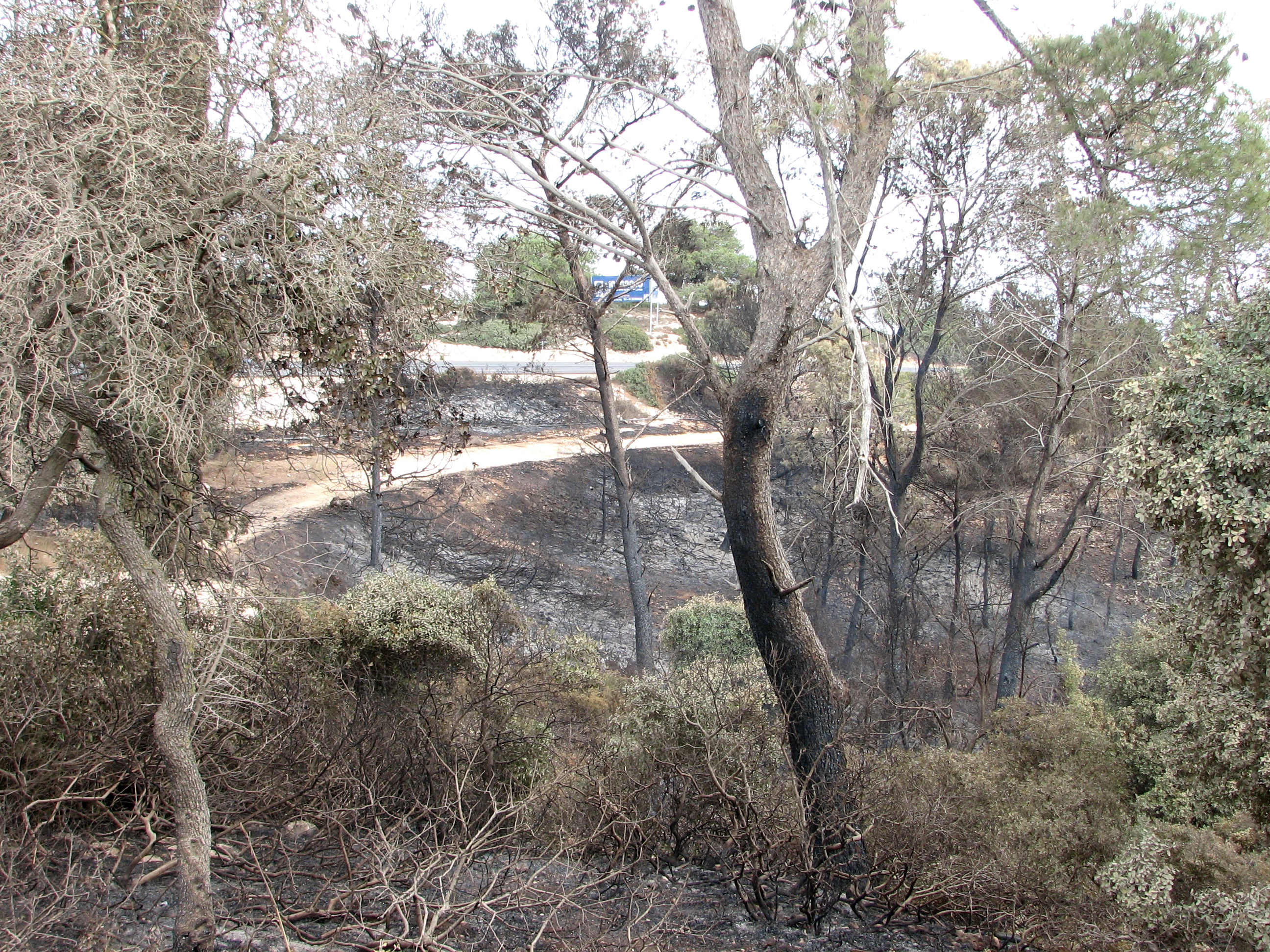
Schade na afloop van de bosbrand